# ナガ諸語

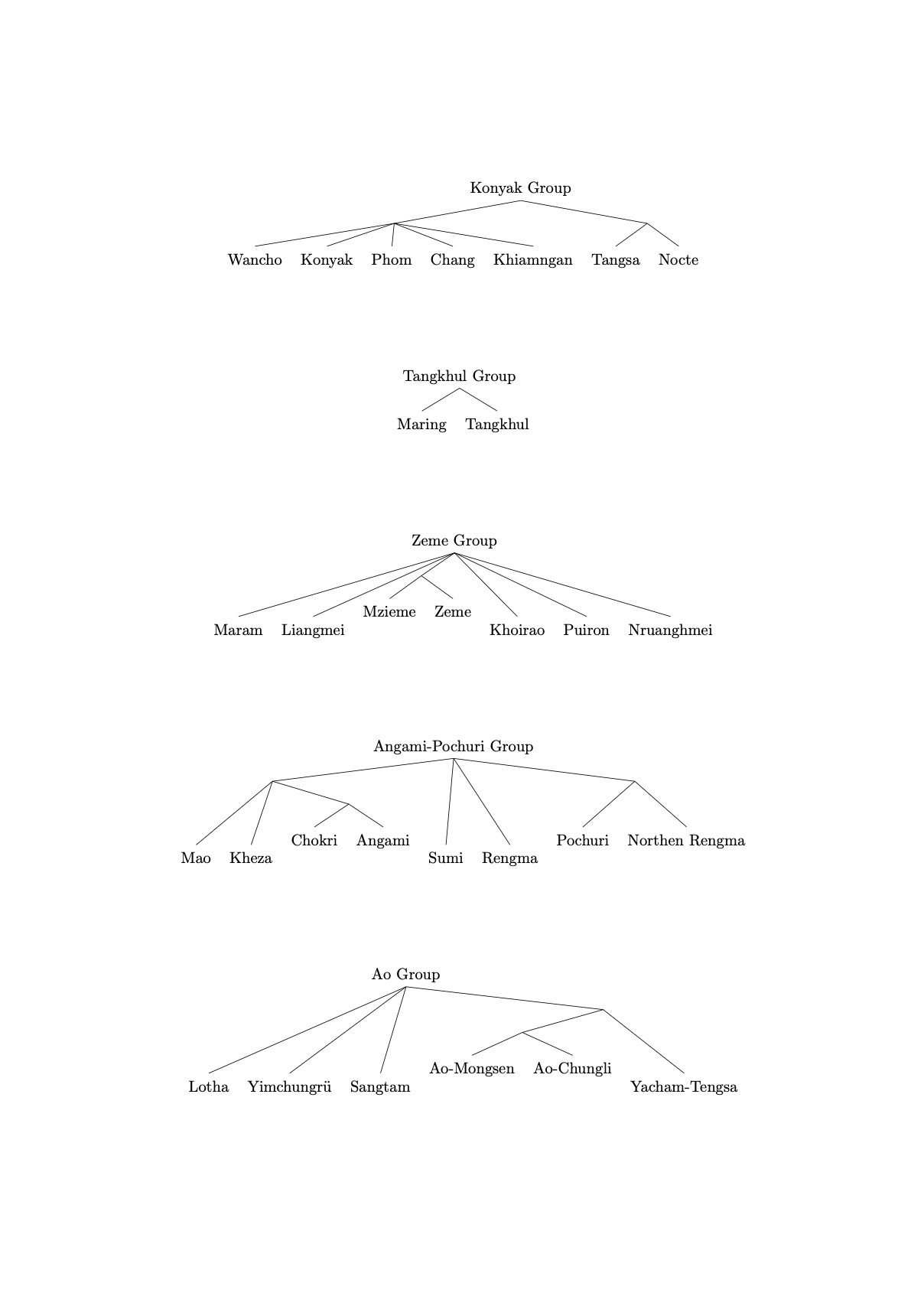
「コニャク」「ゼメ」「タンクル」「アンガミ・ポチュリ」「アオ」の各グループに所属する言語

ナガ諸語（ナガしょご、Naga languages）は、ナガ族によって話される諸言語の総称である。系統的にはシナ・チベット語族（トランス・ヒマラヤ語族）チベット・ビルマ語派に属する。

インドにおけるナガランド州の位置（赤色）

ナガ族の居住する北東インドのナガランド州、ミャンマーのナガ自治区及びその周辺地域は、世界の中で言語的多様性の高い地域の一つである。ナガの諸言語は少なくとも以下のグループから成る。
- 北ナガ諸語（英語版）（コニャク諸語）
- タンクル諸語（英語版）
- 西ナガ諸語（英語版）（ゼメ諸語）
- アンガミ・ポチュリ諸語（英語版）
- 中央ナガ諸語（英語版）（アオ諸語）

このうち北ナガ諸語（コニャク諸語）は、シナ・チベット語族の中でも、ジンポー語やボド・ガロ諸語共にサル語支に分類される。それ以外のナガ諸語のシナ・チベット語族における位置は未詳であるが、アンガミ・ポチュリ諸語と中央ナガ諸語（アオ諸語）は同一の系統群に属する可能性がある。コニャク諸語を除く4語群をまとめて単にナガ諸語（Naga languages）と称する場合もある。これら4語群はインド・ビルマ諸語（Indo-Burmic languages）と称される場合もある。なお、「ナガ」の人々の共通語としては、インド・アーリヤ系のクレオールであるナガミーズ語が使用される。

## 「ナガ」の言語

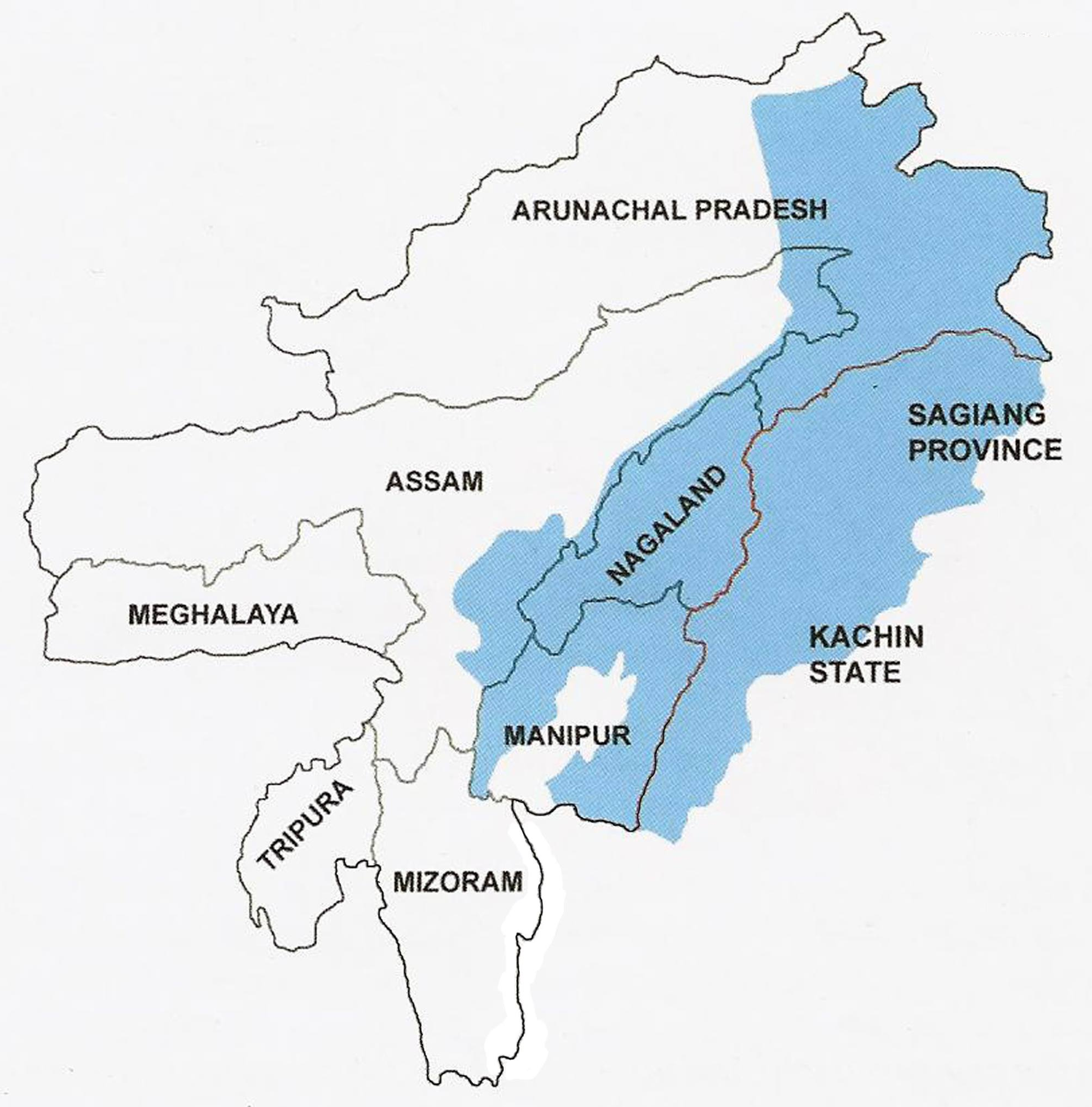
ナガリム運動において主張される「ナガリム」の領域（青色）

「ナガ」はインパール渓谷の北に広がる、ブラフマプトラ川とチンドウィン川に挟まれた山岳地帯に居住する諸民族の総称である。「ナガ」の居住地域は、行政上、インド北東部のナガランド州を始め、マニプル州・アッサム州・アルナーチャル・プラデーシュ州の一部、及びミャンマーのザガイン地方域に位置するナガ自治区にまで及んでいる。ナガランド州は、インドの中でも言語的多様性の極めて高い地域である。面積は16,579㎢、人口は200万人弱と小規模な州でありながら、他地域からの移住者によって話されるインド・アーリヤ諸語（アッサム語、ネパール語、ベンガル語、ヒンディー語諸方言）に加え、少なくとも24のチベット・ビルマ系言語が分布している。ナガランド州内、とりわけミャンマー国境周辺で話される言語は、記述・記録が殆ど進んでおらず、実際にはそれよりもさらに多くの相互理解不可能な言語および「方言」が存在すると見られる。
なお、「ナガ」の人々の共通語としては、アッサム語を語彙供給言語としたクレオールであるナガミーズ語が用いられる。ナガミーズ語におけるナガ諸語由来の語彙は基本的に皆無であり、固有名詞や動植物名、及びナガ社会に固有の文化的事物を表す語彙（genna「慣習法」、hoho「集会組織」など）が使用される程度である。一方、元来奪格標識として使用されていたparaが、他動詞の主語（能格）を表すのに用いられるなど、ナガ諸語との接触に起因する言語変化も認められる。

### 「ナガ」諸語の分類
チベット・ビルマ語派内における「ナガ」諸語の関係は一様でない。米国の人類学者・言語学者であるロビンス・バーリンは、北ナガ諸語をボド・ガロ諸語やジンポー語と共に「サル語支」に分類した一方、その他の「ナガ」諸語を中央ナガ諸語（アオ諸語）、アンガミ・ポチュリ諸語、西ナガ諸語（ゼリアンロン諸語、ゼメ諸語）、タンクル諸語の4つに分類している。その他、クキ・チン諸語の北西語群（古態クキ語）の話者の中には、自らを「ナガ」と認識する集団も数多く含まれている。バーリンはこれらの言語群が一つの単系統群を成すか多系統群であるか明言を避けている。

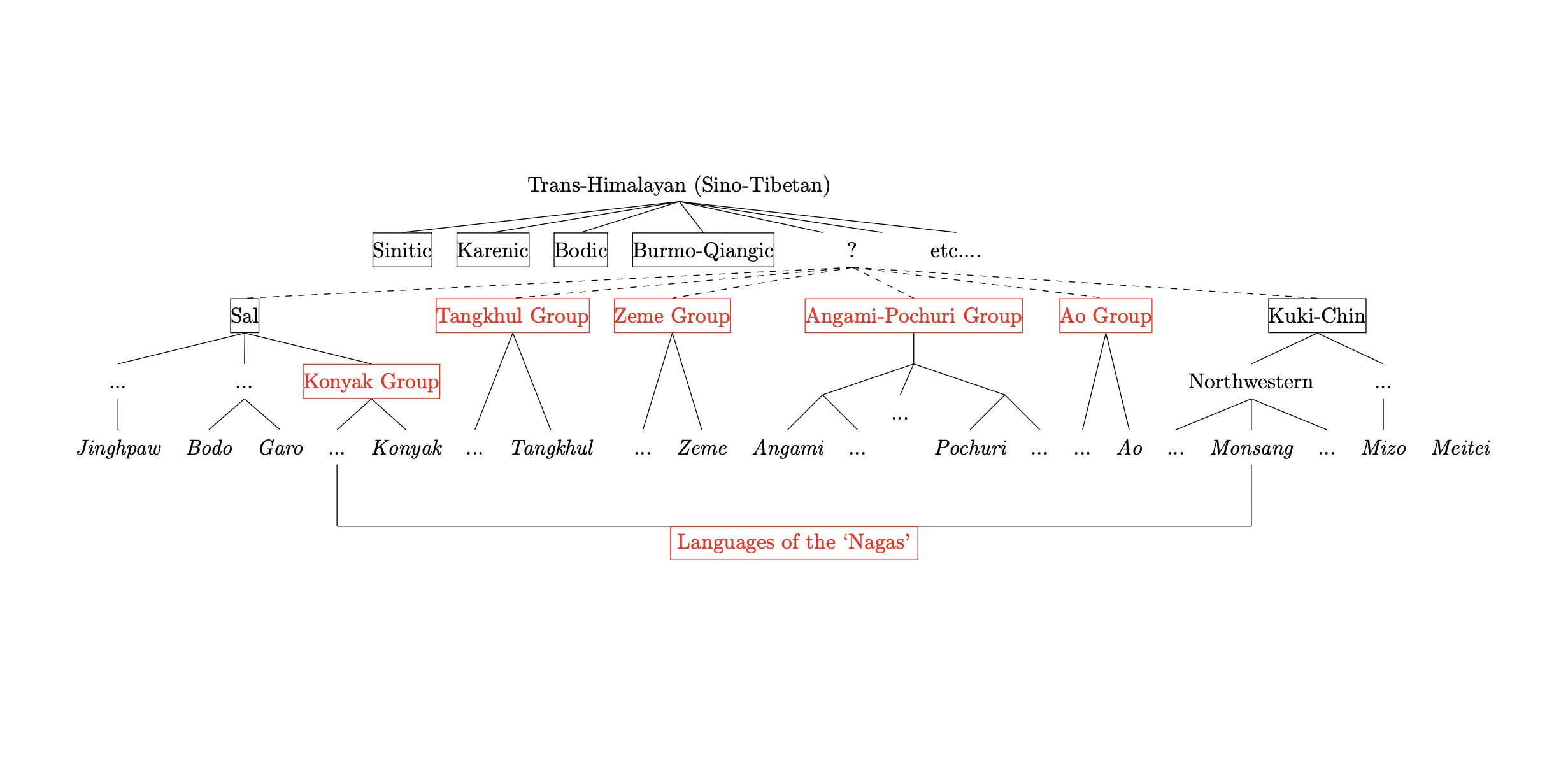
「ナガ」諸言語と他のトランス・ヒマラヤ諸語の関係を示した図。

他方、南洋理工大学のアレクサンダー・クーペ（Alexander R. Coupe）は、「ナガ」諸語の中で、アンガミ・ポチュリ諸語とアオ諸語の数詞体系のみに見られる上方算法（overcounting）が、両言語群の系統的な近さを裏付ける共通改新であると論じている。上方算法は現在のナガ諸語において廃れているもののの、19世紀後半から20世紀前半に記録されたアオ諸語とアンガミ・ポチュリ諸語の資料には認められる。例えば、英国の植民地官僚ジェームズ・フィリップ・ミルズが記録したアオ語モンセン方言（Mongsen）において、数詞の「16」はmükyi müpen tērŏkとなる。一方、クーペが記述した現代のモンセン方言ではthəɹa-ɹə tə-ɹukとなる。クーペの調査協力者であるモンセン方言の話者によると、mükyi müpen tērŏkは「20に満たない6 ‘(the) twenty not completed, (the) six’」を意味するという。1926年に出版されたミルズの資料において、ヤチャム方言をを除くアオ語諸方言の16から19までの数詞は、「20」を基準とした同様のパターンで表現される。
| 数 | モンセン（1926年） | チュンリ（Chungli) | チャンキ (Changki) | ロンラ (Longla)   | ヤチャム (Yacham) | モンセン(2007年) |
| -- | ------------------ | ------------------ | ------------------ | ----------------- | ----------------- | ---------------- |
| 1  | ākhā               | ākhā               | ākhāt              | khĕ               | khāt              | a-khət           |
| 2  | ānĕt               | ānā                | ānĕt               | ānĕ               | ānĕt              | a-nət            |
| 3  | ăsăm               | āshăm              | ăsăm               | āsăm              | āsăm              | a-səm            |
| 4  | püli               | phüzü              | püli               | phüzü             | phüle             | phəli            |
| 5  | phāngă             | pōngŏ              | phāngă             | pōngŏ             | phōngŏ            | phaŋa            |
| 6  | tērŏk              | tērŏk              | tērŏk              | tērŏk             | tülŏk             | tə-ɹuk           |
| 7  | tēni               | tēnĕt              | tēni               | tünĕ              | tēnyĕt            | thəni            |
| 8  | tsı̆t               | tı̄                 | tēzĕt              | tüzĕt             | tēsĕt             | tshət            |
| 9  | tükū               | tōkū               | tükū               | tı̄kū              | tükhū             | thuku            |
| 10 | teră               | tür                | teră               | tüwō              | tülo              | thəɹa            |
| 11 | teră ākhāt         | türü kha           | terări ākhāt       | tüwō khĕ          | tüloli khāt       | thəɹa-ɹə à-khə̀t  |
| 12 | teră ānĕt          | tür ānā            | terări ānĕt        | tüwō ānĕ          | tüloli ānĕt       | thəɹa-ɹə à-nə̀t   |
| 13 | teră ăsăm          | tür āshăm          | terări ăsăm        | tüwō āsăm         | tüloli āsăm       | thəɹa-ɹə à-sə̀m   |
| 14 | teră püli          | türü phüzü         | terări püli        | tüwō phüzü        | tüloli phüle      | thəɹa-ɹə phə̀lı̀   |
| 15 | teră phāngă        | türü pōngŏ         | terări phāngă      | tüwō pōngŏ        | tüloli phōngŏ     | thəɹa-ɹə pàŋà    |
| 16 | mükyi müpen tērŏk  | metsü maven tērŏk  | müki müpen tērŏk   | metsü maven tērŏk | tüloli tülŏk      | thəɹa-ɹə tə-ɹuk  |
| 17 | mükyi müpen tēni   | metsü maven tēnĕt  | müki müpen tēni    | metsü maven tünĕ  | tüloli tēnyĕt     | thəɹa-ɹə thəni   |
| 18 | mükyi müpen tsı̆t   | metsü maven ti     | müki müpen tēzĕt   | metsü maven tüzĕt | tüloli tēsĕt      | thəɹa-ɹə tshət   |
| 19 | mükyi müpen tükū   | metsü maven tōkū   | müki müpen tōkū    | metsü maven tı̄kū  | tüloli tükhū      | thəɹa-ɹə thuku   |
| 20 | mükyi              | metsü              | müki               | metsü             | tāmōŋ khāt        | məki             |

上方算法はアンガミ語やスミ語、ロタ語、の古い資料にも認められるが、他の「ナガ」諸語や、クキ・チン諸語、メイテイ語といった周辺のチベット・ビルマ諸語には見られない。
米国の言語学者スコット・デランシーは、アオ諸語、アンガミ・ポチュリ諸語、ゼメ諸語、タンクル諸語における形態論的特徴の共通性に着目し、これらが単一の言語群に属する可能性を指摘している。

### 言語多様性の要因
ナガランドにおける言語的多様性をもたらした要因として、アレクサンダー・クーペは、当地における生物多様性の高さや、「ナガ」諸民族の文化的慣習を挙げている。
ニューギニア、メラネシア東部、ワラセア、メソアメリカ、西アフリカ・ギニア周辺の森林地帯（en:Guinean Forests of West Africa）、そしてインド-ミャンマーのような言語的多様性の高い地域は、生物学上のホットスポットでもあり、世界の言語のおよそ半数がそうしたホットスポットに分布する。生物多様性の高い地域では、食物資源が豊富に利用でき、異なる集団間で交易のような接触を図る動機が薄い。限られた資源を巡って争い合い、一方の集団が他方の集団を暴力的に征服するような事態も起こりにくい。これがナガランドのような地域における言語多様性の維持にも繋がっていると見られる。
また、19世紀の英領インド帝国による併合以前、ナガ丘陵においては民族間の交流が希少であった。集落間の関係は決して良好なものではなく、敵対する集団に対する首狩りも頻繁に行われていた。ナガランドの言語的多様性にはこうした文化的事情も関与していると見られる。

## 言語的特徴
「ナガ」諸語を含む北東インドのチベット・ビルマ諸語は一般的にSOV型の膠着語であり、声調言語であることが多い。
アオ諸語に属するサンタム語（Sangtam）では、閉鎖音を前に伴う両唇ふるえ音（pre-stopped bilabial trills）の無声無気音と/t͡ʙ̥/と無声有気音/t͡ʙ̥ʰ/がそれぞれ音素として区別される。以下の表は、/t͡ʙ̥/、無声音/t͡ʙ̥ʰ/を含むサンタム語北部方言（Northern Sangtam）の語例を、アオ諸語に属するアオ語モンセン方言（Mongsen Ao）、イムキウン語（Yimkhiung）、ロタ語（Lotha）、チベット・ビルマ祖語（PTB）の対応形式と共に示したものである。
| 語釈           | 北サンタム | モンセン         | イムキウン       | ロタ      | PTB            |
| -------------- | ---------- | ---------------- | ---------------- | --------- | -------------- |
| 矢             | līt͡ʙ̥ʰʌ̀     | lītʃāk-tʃāŋ      | sāŋlɯ̀ʔ           | lōtsʰə̀    | *b/m-la, *m-da |
| 耳の聞こえない | nàŋt͡ʙ̥ìŋ    | tə̄-nāɹūŋ tə̄-tʃāk | nə̄kēn pīyāŋ      | nɔ̀pᵼ̄ŋʔ    | *m-baŋ         |
| ドラム         | t͡ʙ̥ʰāŋ      | āphə̄n            | sàŋtān           | ɔ̀-pʰìaŋ   | —              |
| 灰色           | kūt͡ʙ̥úk     | tə̄pū             | pījūk            | mə́ŋʒə́     | *pwəy          |
| フェンス       | t͡ʙ̥ʌ̀        | īkhū             | ʃàʔhīpə̄n / ʃàʔə̄n | ìpì       | *hwaŋ, *kram   |
| 股間           | kʰít͡ʙ̥á̰k    | kājā-tʃʰáŋ       | mə̄ʈʰʴī           | ɔ̀-zóʔ     | *kap           |
| 針             | t͡ʙ̥àŋ       | īmpə̄n            | tīpīān           | ɔ̀-cɛ̀m     | *kaːp~ʔap      |
| （木の）板     | síŋ-t͡ʙ̥ák   | sə̄ŋ-pāk          | ɹ̥ə̄psāŋ           | tsᵻ́ŋ-pʲāk | *pleŋ          |

## ナガ諸語の一覧
| 言語名                 | Language              | ISO 639-3 | 地域       | 人口    | 統計年 |
| ---------------------- | --------------------- | --------- | ---------- | ------- | ------ |
| アンガミ・ナガ語       | Naga, Angami          | njm       | インド     | 125,000 | 2001年 |
|                        | Naga, Chokri          | nri       | インド     | 24,000  | 2001年 |
| ケジャ・ナガ語         | Naga, Khezha          | nkh       | インド     | 23,000  | 1997年 |
| マオ・ナガ語           | Naga, Mao             | nbi       | インド     | 81,000  | 1997年 |
| 北部レングマ・ナガ語   | Naga, Northern Rengma | nnl       | インド     | 13,000  | 1997年 |
|                        | Naga, Pochuri         | npo       | インド     | 15,900  | 2001年 |
|                        | Naga, Poumei          | pmx       | インド     | 51,000  | 1997年 |
| 南部レングマ・ナガ語   | Naga, Southern Rengma | nre       | インド     | 21,000  | 1997年 |
| スミ・ナガ語           | Naga, Sumi            | nsm       | インド     | 242,000 | 2001年 |
| アオ・ナガ語           | Naga, Ao              | njo       | インド     | 232,000 | 2001年 |
| ロタ・ナガ語           | Naga, Lotha           | njh       | インド     | 148,000 | 2001年 |
| サンタム・ナガ語       | Naga, Sangtam         | nsa       | インド     | 83,700  | 2001年 |
| イムチュングリ・ナガ語 | Naga, Yimchungru      | yim       | インド     | 96,400  | 2001年 |
|                        | Naga, Khoibu          | nkb       | インド     | 25,600  | 2001年 |
| マリン・ナガ語         | Naga, Maring          | nng       | インド     | 17,400  | 2001年 |
| タンクール・ナガ語     | Naga, Tangkhul        | nmf       | インド     | 125,000 | 2007年 |
|                        | Naga, Leinong         | lzn       | ミャンマー | 8,000   | 2007年 |
|                        | Naga, Long Phuri      | lpn       | ミャンマー | 2,000   | 2007年 |
|                        | Naga, Makuri          | jmn       | インド     | 4,000   | 2007年 |
|                        | Naga, Makyan          | umn       | ミャンマー | 3,000   | 2007年 |
|                        | Naga, Para            | pzn       | ミャンマー | 2,000   | 2007年 |
|                        | Naga, Puimei          | npu       | インド     | 3,000   | 2001年 |
| コイレン語             | Koireng               | nkd       | インド     | 3,000   | 2002年 |
|                        | Naga, Inpui           | nkf       | インド     | 10,000  | 2000年 |
|                        | Naga, Liangmai        | njn       | インド     | 41,100  | 2001年 |
| マラム・ナガ語         | Naga, Maram           | nma       | インド     | 25,000  | 2000年 |
|                        | Naga, Mzieme          | nme       | インド     | 29,000  | 1997年 |
| ロンメイ・ナガ語       | Naga, Rongmei         | nbu       | インド     | 59,000  | 1997年 |
|                        | Naga, Thangal         | nki       | インド     | 23,600  | 2001年 |
| ゼメ・ナガ語           | Naga, Zeme            | nzm       | インド     | 72,800  | 2001年 |